# Planet Labs
Planet Labs PBC (ehemals Planet Labs, Inc. und Cosmogia, Inc.) ist ein Unternehmen für Erdbeobachtung. Der Hauptsitz befindet sich in San Francisco, Kalifornien, die europäische Zentrale von Planet befindet sich in Berlin. Das Ziel von Planet ist es, mit Hilfe der eigenen Erdbeobachtungssatelliten täglich die gesamte Erde abzubilden, um globale Veränderungen und Trends zu erkennen.
Planet Labs PBC entwickelt und fertigt Cubesat-Miniatursatelliten, so genannte Doves, die als sekundäre Nutzlast bei Raketenstarts in die Umlaufbahn gebracht werden. Jede Dove ist mit einem leistungsstarken Teleskop und einer Kamera ausgestattet, die so programmiert sind, dass sie täglich Teile der Erdoberfläche erfassen. Jeder Dove-Erdbeobachtungssatellit scannt die Erde kontinuierlich und sendet mit Hilfe eines Bildsensors  Daten, sobald er eine Bodenstation überfliegt.
Die von den Dove-Satelliten gesammelten Bilder liefern aktuelle Informationen, die z. B. für den Klima- und Umweltschutz, die Beobachtung von Wäldern und deren Schäden, die Vorhersage von Ernteerträgen, die Überwachung der Wasserqualität in Seen und den Katastrophenschutz relevant sind. Nutzer können online auf die Daten zugreifen. Einige Bilder sind im Rahmen des offenen Datenzugangs verfügbar.
Mit der Übernahme des Unternehmens BlackBridge im Juli 2015 hatte Planet Labs 87 Dove- und 5 RapidEye-Satelliten in die Umlaufbahn gebracht. 2017 startete Planet Labs weitere 88 Dove-Satelliten, und Google verkaufte seine Tochtergesellschaft Terra Bella und deren SkySat-Satellitenkonstellation an Planet Labs. Bis September 2018 hatte das Unternehmen fast 300 Satelliten in die Umlaufbahn gebracht, von denen 150 aktiv sind. 2020 brachte Planet Labs sechs weitere hochauflösende SkySats, die SkySats 16–21, und 35 Dove-Satelliten in die Umlaufbahn. Mit dem Start von 44 Doves im Januar 2022 betreibt das Unternehmen nun eine globale Konstellation von über 200 aktiven Satelliten.
Im Rahmen einer Initiative der norwegischen Regierung (Norway’s Climate and Forests Initiative (NICFI)) bieten Planet und seine Partner Airbus und Kongsberg Satellite Services (KSAT) Zugang zu hochauflösenden Basiskarten von 64 tropischen Ländern. Ziel dieser Kooperation ist es, die Abholzung der tropischen Regenwälder zu verhindern.
Im Juli 2021 gab Planet Labs bekannt, dass es plant, ein börsennotiertes Unternehmen zu werden und durch eine Fusion mit der SPAC DMY Technology Group Inc IV an der New Yorker Börse zu notieren. In dieser Transaktion wurde Planet mit 2,8 Milliarden US-Dollar bewertet. Der SPAC wurde am 7. Dezember 2021 abgeschlossen. Planet ließ sich als Public Benefit Corporation registrieren und änderte formell seinen Namen in Planet Labs PBC. Die Aktien wurden erstmals am 8. Dezember 2021 an der New Yorker Börse gehandelt. Nach der Fusion verfügte Planet über ein Kapital von mehr als 500 Millionen Dollar und betreibt mehr als 200 Satelliten in der Umlaufbahn. Das Unternehmen rechnete damit, dass es einige Jahre dauern würde, bis es wieder Gewinne erzielen wird und finanzierte seinen Betrieb mit 200 Mio. USD aus den oben erwähnten 500 Mio. USD (die restlichen 300 Mio. USD bilden eine „strategische Kasse“). Zum Zeitpunkt des Zusammenschlusses hatte das Unternehmen über 600 Kunden (die meisten Kunden, rund 90 Prozent, sind Jahresabonnements für den Datendienst von Planet) und erwirtschaftete im Jahr 2020 einen Umsatz von 113 Millionen Dollar. Zum Zeitpunkt des Zusammenschlusses hatte Planet das Ziel, bis Anfang 2025 auf bereinigter EBITDA-Basis profitabel zu sein und seinen Jahresumsatz bis Anfang 2026 auf fast 700 Millionen US-Dollar zu steigern.

## Geschichte
Planet Labs wurde 2010 von den ehemaligen NASA-Wissenschaftlern Chris Boshuizen, Will Marshall und Robbie Schingler unter dem Namen Cosmogia gegründet. Das ursprüngliche Ziel des Unternehmens war es, die aus dem Weltraum gesammelten Informationen für das Leben auf der Erde zu nutzen. Die Gruppe von Wissenschaftlern sah das Problem der meisten Satelliten in ihrer großen und klobigen Form, was sie dazu veranlasste, preiswerte und kompakte Satelliten zu bauen, die in großen Mengen hergestellt werden können – so genannte „CubeSats“. Die drei Gründer begannen mit dem Bau des ersten Satelliten von Planet in einer Garage in Kalifornien.
Im April 2013 startete Planet Labs zwei CubeSat-Demonstrationssatelliten, Dove 1 und Dove-2. Sowohl Dove 1 (an Bord einer Antares 110-Rakete) als auch Dove 2 (an Bord einer Sojus-Rakete) wurden in eine sonnensynchrone Umlaufbahn gebracht. Dove 3 und Dove 4 wurden im November 2013 gestartet.
Im Juni 2013 gab das Unternehmen Pläne für Flock-1 bekannt, eine Konstellation von 28 Erdbeobachtungssatelliten. Die Flock-1 CubeSats wurden im Januar 2014 zur Internationalen Raumstation (ISS) gebracht und Mitte Februar mit dem NanoRacks CubeSat Deployer eingesetzt. Das Unternehmen plante den Start von insgesamt 131 Satelliten bis Mitte 2015.
Im Januar 2015 erhielt das Unternehmen eine Finanzierung in Höhe von 95 Millionen US-Dollar. Im Mai 2015 hatte Planet Labs insgesamt 183 Millionen US-Dollar an Risikokapital aufgebracht.
Im Juli 2015 erwarb Planet Labs BlackBridge und dessen RapidEye Konstellation.
Am 18. April 2017 verkaufte Google das Unternehmen Terra Bella und dessen SkySat-Satellitenkonstellation an Planet Labs. Als Teil des Verkaufs erwarb Google eine Kapitalbeteiligung an Planet und schloss einen mehrjährigen Vertrag über den Kauf von SkySat-Bilddaten ab.
Am 21. Januar 2018 war ein Dove Pioneer CubeSat Teil der Nutzlast einer Rocket Lab Electron-Rakete, dem ersten Raumfahrzeug, das von einem privat betriebenen Weltraumbahnhof auf der Māhia-Halbinsel in Neuseeland gestartet wurde.
Im Juli 2018 entließ Planet etwas weniger als zehn Prozent seiner Belegschaft. Im September 2018 hatte das Unternehmen insgesamt 298 Satelliten gestartet, von denen 150 noch aktiv waren.
Am 18. Dezember 2018 gab Planet bekannt, dass es dabei sei, das Unternehmen Boundless Spatial, Inc. aus St. Louis zu übernehmen, ein Unternehmen für Geodaten-Softwarelösungen. Das Portfolio von Boundless soll dazu beitragen, die Datenabonnementdienste zu verbessern und das langfristige Ziel von Planet zu unterstützen, die Zusammenarbeit zwischen dem Unternehmen und der US-Regierung zu verstärken.
Am 3. Juli 2020 wurde in den Nachrichten erwähnt, dass das Unternehmen zu diesem Zeitpunkt über „mehr als 120“ aktive Satelliten verfügte, „die eine tägliche Bildabdeckung der gesamten Landmasse der Welt bieten“.
Im August 2020 vervollständigte Planet seine SkySat-Konstellation von 21 Satelliten, indem es die letzten drei SkySats mit einer SpaceX Falcon 9-Rakete in den Orbit brachte.
Im Mai 2022 erhielt SES Government Solutions, eine hundertprozentige Tochtergesellschaft des Kommunikationssatellitenbesitzers und -betreibers SES, in Zusammenarbeit mit Planet Labs einen Auftrag in Höhe von 28,96 Mio. US-Dollar vom NASA Communications Services Project. Das Projekt umfasst Echtzeit-Konnektivitätsdienste mit niedriger Latenz für NASA-Raumfahrzeuge in der erdnahen Umlaufbahn für Routinemissionen, Notfalleinsätze, Start und Aufstieg sowie für die Kommunikation in der frühen Betriebsphase unter Verwendung der geostationären C-Band-Satelliten und der Ka-Band-Satelliten in der mittleren Erdumlaufbahn von SES, einschließlich der künftigen O3b-mPOWER-Konstellation.

## Flock-Satellitenkonstellation
Die PlanetScope-Satellitenkonstellation ist für die Beobachtung der Erde konzipiert. Durch den Einsatz mehrerer kleiner Satelliten, CubeSats, erzeugt die Konstellation Bilder der Erde in einer Auflösung von drei bis fünf Metern. Der Schwarm sammelt Bilder, die innerhalb von 52 Grad geographischer Breite liegen. Ein großer Teil der landwirtschaftlichen Regionen und der Bevölkerung der Welt liegt in dem Gebiet, das der Schwarm abbildet. Ursprünglich nutzte die Mission die ISS (Internationale Raumstation) und verschiedene Trägerraketen, um in die Umlaufbahn zu gelangen.
Bei den Dove-Satelliten von Planet handelt es sich um CubeSats mit einem Gewicht von vier Kilogramm (1000-mal weniger als herkömmliche kommerzielle Bildgebungssatelliten) und einer Größe von 10 × 10 × 30 Zentimetern in Länge, Breite und Höhe, die sich in einer Höhe von etwa 400 Kilometern im Orbit befinden und Bilder mit einer Auflösung von drei bis fünf Metern liefern. Die Satellitendaten werden für in den Bereichen Umwelt, humanitäre Hilfe und Wirtschaft genutzt.
- Flock 1c, bestehend aus einem Dove-Satelliten wurde am 19. Juni 2014 mit einer Dnepr-Rakete erfolgreich in die Umlaufbahn gebracht – ein Rekordstart, der die bis dahin größte Anzahl von Satelliten, nämlich 37, in die Umlaufbahn beförderte.
- Flock 1b, bestehend aus 28 Dove-Satelliten, wurde am 13. Juli 2014 mit der Cygnus Orb-2-Frachtmission erfolgreich zur ISS gebracht. Alle diese Satelliten wurden von der ISS ausgesetzt, bis auf sechs, die 212 Tage später mit der SpaceX CRS-5-Mission zur Erde zurückgebracht wurden.
- Flock 1d, bestehend aus 26 Dove-Satelliten, sollte mit der Cygnus Orb-3-Frachtmission zur ISS gebracht werden. Die Mission scheiterte aber, weil die Antares-Rakete Sekunden nach dem Start explodierte.
- Flock 1d´, bestehend aus zwei Dove-Satelliten, wurde als Ersatz für die verlorene Flock 1d-Gruppe am 10. Januar 2015 mit der SpaceX CRS-5-Frachtmission erfolgreich gestartet und später am 3. März 2015 von der ISS ausgesetzt.
- Flock 1e, bestehend aus 14 Dove-Satelliten, wurde am 14. April 2015 mit der SpaceX CRS-6-Frachtmission erfolgreich gestartet und später zwischen dem 13. und 16. Juli 2015 von der ISS ausgesetzt.
- Flock 1f, bestehend aus acht Dove-Satelliten, sollte am 28. Juni 2015 mit der Dragon-Frachtmission zur ISS gebracht werden. Die Mission scheiterte, da die Falcon-9-Rakete 139 Sekunden nach dem Start zerfiel.
- Flock 2b, bestehend aus 14 Dove-Satelliten, wurde am 19. August 2015 mit der HTV-5-Frachtmission erfolgreich gestartet und bis auf zwei Satelliten wurden alle Satelliten der Gruppe ab dem 15. September 2015 von der ISS aus ausgesetzt.
- Flock 2e, bestehend aus 12 Dove-Satelliten, wurde am 6. Dezember 2015 mit der Cygnus OA-4-Frachtmission erfolgreich gestartet und wurde zwischen dem 17. Mai und dem 1. Juni 2016 von der ISS aus ausgesetzt.
- Flock 2e´, bestehend aus 20 Dove-Satelliten, wurde am 23. März 2016 mit der Cygnus OA-6-Frachtmission erfolgreich gestartet und zwischen dem 17. Mai und dem 14. September 2016 von der ISS aus ausgesetzt.
- Flock 2p, bestehend aus zwölf Dove-Satelliten, und Flock 3p, bestehend aus 88 Dove-Satelliten, wurden am 22. Juni 2016 bzw. am 15. Februar 2017 vom Satish Dhawan Space Centre in Sriharikota, Indien, mit der ISRO (Indian Space Research Organization) PSLV-C37 gestartet. Flock 3p war die größte jemals gestartete Satellitenflotte.
- Flock 2k, bestehend aus 48 Dove-Satelliten, startete am 14. Juli 2017 an Bord von Soyuz-2.1a.
- Flock 3m, bestehend aus vier Dove-Satelliten, wurde am 31. Oktober 2017 an Bord einer Minotaur-C-Rakete zusammen mit sechs SkySat-Satelliten gestartet.
- Flock 3p´, bestehend aus vier Dove-Satelliten, wurde am 12. Januar 2018 mit der PSLV-C40-Mission der indischen ISRO gestartet.
- Ein einzelner Dove-Satellit mit dem Namen Dove Pioneer wurde am 21. Januar 2018 an Bord des ersten erfolgreichen Flugs (und des zweiten insgesamt) der Rocket Lab Electron-Rakete gestartet.
- Flock 3r, bestehend aus 16 Dove-Satelliten, wurde am 29. November 2018 mit der PSLV-C43-Mission erfolgreich gestartet
- Flock 3s, bestehend aus drei Satelliten, wurde am 3. Dezember 2018 erfolgreich an Bord einer SpaceX Falcon 9-Rakete von der Vandenberg Air Force Base in Kalifornien gestartet.
- Flock 3k, bestehend aus zwölf Dove-Satelliten, wurde am 27. Dezember 2018 erfolgreich gestartet. Der Schwarm wurde mit einer Sojus-Rakete vom Kosmodrom Wostotschny in Russland in eine sonnensynchrone Umlaufbahn gebracht.
- Flock 4a: Der am 1. April 2019 gestartete Flock 4a, bestehend aus 20 SuperDoves, war der erste Schwarm mit Satelliten mit verbesserter Bildgebungstechnologie. Der Schwarm wurde mit der Rakete PSLV-C45 der ISRO in eine 504 km lange sonnensynchrone Umlaufbahn gebracht.
- Flock 4p, bestehend aus zwölf SuperDoves mit mehreren Spektralbändern und anderen Verbesserungen, wurde am 27. November 2019 um 03:58 UTC mit PSLV C47 in eine sonnensynchrone Umlaufbahn gebracht.
- Flock 4e, bestehend aus fünf SuperDoves, sollte am 4. Juli 2020 an Bord von Electron in eine 500 km lange sonnensynchrone Umlaufbahn gebracht werden; aufgrund eines Fehlers während der zweiten Stufe erreichten die Nutzlasten die Umlaufbahn jedoch nicht.
- Flock-4v, bestehend aus 26 SuperDoves, wurde am 3. September 2020 mit einer Vega-Rakete im Rahmen der Mission Small Satellites Mission Service Proof of Concept (SSMS PoC) erfolgreich gestartet.
- Flock 4e´, bestehend aus neun SuperDoves, wurde am 28. Oktober 2020 erfolgreich mit einer Rocket Labs Electron-Rakete gestartet.
- Flock 4s, bestehend aus 48 SuperDoves, wurde erfolgreich mit der Transporter-1-Mission von SpaceX gestartet. Bei diesem rekordverdächtigen Start wurden 143 Satelliten ausgesetzt – so viele wie nie zuvor bei einer einzigen Mission.
- Flock 4x, bestehend aus 44 SuperDoves, wurde am 21. Januar 2022 im Rahmen der Transporter-3-Mission von SpaceX erfolgreich gestartet.[26]

## RapidEye
RapidEye war eine Konstellation von fünf Satelliten, die Bilder mit einer Auflösung von fünf Metern lieferten. Planet hatte die Satelliten von der deutschen Firma BlackBridge erworben.
Gebaut wurden die Satelliten von Surrey Satellite Technology Ltd. (SSTL) in Guildford im Unterauftrag von MacDonald Dettwiler (MDA) in Richmond, Kanada. Jeder Satellit basiert auf einer Weiterentwicklung des flugerprobten SSTL-150 Busses, misst weniger als einen Kubikmeter und wiegt jeweils 150 Kilogramm (Bus + Nutzlast). Sie wurden am 29. August 2008 mit einer Dnepr-Rakete vom Kosmodrom Baikonur in Kasachstan gestartet.
Jeder der fünf RapidEye-Satelliten enthielt identische Jena-Optronik Spaceborne Scanner JSS 56 Multispektral-Pushbroom-Sensor-Imager. Die fünf Satelliten befanden sich auf derselben Bahnebene (in einer Höhe von 630 km) und waren zusammen in der Lage, täglich über 4 Millionen Kilometer (2,5×106 Meilen) 5-Band-Farbbilder mit einer Auflösung von fünf Metern zu erfassen. Sie sammelten Daten in den Bereichen Blau (440–510 nm), Grün (520–590 nm), Rot (630–690 nm), Rot-Rand (690–730 nm) und Nah-Infrarot (760–880 nm).
Die RapidEye-Konstellation wurde im April 2020 offiziell außer Dienst gestellt.

## SkySat
SkySat ist eine Konstellation von Erdbeobachtungssatelliten mit einer Auflösung von weniger als einem Meter, die Bildmaterial, hochauflösende Videos und Analysedienste liefern. Planet erwarb die Satelliten mit dem Kauf von Terra Bella (ehemals Skybox Imaging), einem 2009 von Dan Berkenstock, Julian Mann, John Fenwick und Ching-Yu Hu gegründeten Unternehmen mit Sitz in Mountain View, Kalifornien, von Google im Jahr 2017.
Die SkySat-Satelliten basieren auf dem CubeSat-Konzept, bei dem kostengünstige Automobilelektronik und schnelle, handelsübliche Prozessoren verwendet werden, die jedoch auf die Größe eines Minikühlschranks skaliert sind. Die Satelliten sind etwa 80 Zentimeter lang, verglichen mit etwa 30 Zentimetern bei einem 3U-CubeSat, und wiegen 100 Kilogramm.
Der erste SkySat-Satellit, SkySat-1, wurde am 21. November 2013 mit einer Dnepr-Rakete von Yasny (Russland) aus gestartet. Der SkySat-2 wurde am 8. Juli 2014 mit einer Soyuz-2/Fregat-Rakete von Baikonur (Kasachstan) aus gestartet. Vier weitere SkySat-Einheiten wurden am 16. September 2016 mit dem siebten Flug der Vega-Rakete von Kourou aus gestartet, und sechs weitere SkySat-Satelliten sowie vier Dove CubeSats wurden am 31. Oktober 2017 mit einer Minotaur-C-Rakete von der Vandenberg Air Force Base aus gestartet.
Im Jahr 2020 senkte Planet seine Konstellation von 15 SkySats von einer Höhe von 500 Kilometern auf 450 Kilometer, um die Auflösung der orthorektifizierten Bilder von 80 Zentimetern auf 50 Zentimeter pro Pixel zu verbessern.
Am 13. Juni 2020 startete die Falcon-9-Rakete von SpaceX erfolgreich die SkySats 16, 17 und 18 zusammen mit einer Reihe Starlink-Kommunikationssatelliten.
Die SkySats 19, 20 und 21 wurden am 18. August 2020 mit einer Falcon-9-Rakete von SpaceX gestartet. Damit war die SkySat-Flotte von 21 hochauflösenden Satelliten komplett.
Beim Start befand sich die SkySat-Konstellation in einer Umlaufbahn in 450 Kilometern Höhe und verfügt über einen multispektralen, panchromatischen und einen Videosensor. Er hat eine räumliche Auflösung von 0,9 Metern in seinem panchromatischen Band von 400–900 nm. Damit ist SkySat der kleinste Satellit in der Umlaufbahn, der Bilder mit solch hoher Auflösung liefern kann. Der multispektrale Sensor sammelt Daten in den Bändern Blau (450–515 nm), Grün (515–595 nm), Rot (605–695 nm) und Nahinfrarot (740–900 nm), alle mit einer Auflösung von zwei Metern.